# اهتزاز الوتر

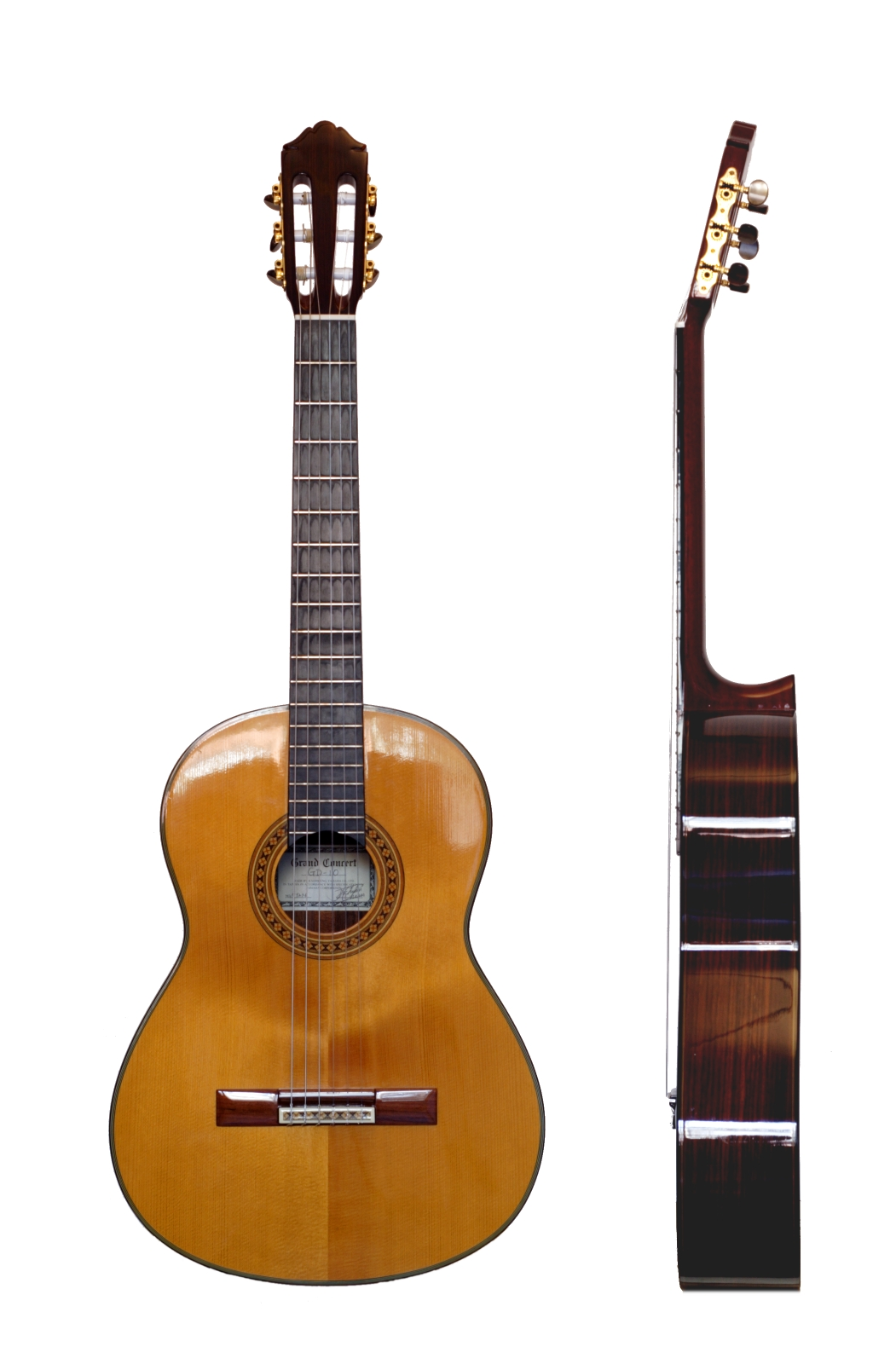
منظر أمامي وجانبي لقيثارة كلاسيكية

الاهتزاز في الوتر هو موجة. يتسبب الرنين في أن الأوتار المهتزة تنتج صوتًا بتردد ثابت، أي حدة ثابتة. إذا تم ضبط طول أو توتر الوتر بشكل صحيح، فإن الصوت الناتج يكون نغمة موسيقية. الأوتار المهتزة هي أساس الآلات الوترية مثل القيثارات والتشيلو والبيانو.